# Miracoli di San Giacomo (Capizzi)
I Miracoli di San Giacomo o festa dei Miracoli a Capizzi si svolge tutti gli anni, il 26 luglio, in ricordo della spogliazione delle reliquie del santo dal Santuario di San Giacomo.
La spogliazione delle sacre reliquie di San Giacomo, San Nicola di Bari e di San Paolo venne fatta, per ordine di Alfonso il Magnanimo, ad opera del nobile Sancho de Heredia nel 1435.
Il rito si svolge da sempre secondo i capitini; in ogni caso il rito è vecchio di secoli, probabilmente di epoca normanna, in realtà, non si ha alcuna notizia certa della sua origine.

## Storia
Nella più antica tradizione, oggi scomparsa, se l'abbattimento del muro avveniva con un numero dispari di colpi ciò era fonte di disgrazie e carestie, al contrario se i numeri dei colpi di ariete erano in numero pari.
Esistono due ipotesi sull'origine del rito.
La prima secondo la quale i capitini convertiti al cristianesimo e scelto San Giacomo come protettore della città abbattono, con il fercolo del santo, un tempietto pagano, o secondo altri una sinagoga, luogo di culto della religione ebraica, oggi rappresentata da un muro di una casa in piazza dei miracoli; da allora l'evento si ripete ogni anno.
La seconda ipotesi, sostenuta anche da Marianna Fascetto studiosa di eventi capitini, ritiene che l'evento sia da imputare alla reazione dei capitini alla spogliazione delle reliquie del santo a favore della città di Messina ad opera del nobile hildalgo Sancho de Heredia che obbedì nel 1435 all'imposizione di Alfonso il Magnanimo. Il rito consisterebbe nell'abbattere per punizione il muro della casa dove viveva il nobile spagnolo.
Interpretando l'evento in chiave religiosa si può dire che all'abbattimento del muro si attribuisce il significato, della faticosa ricerca del tesoro di Fede, rappresentato delle reliquie sottratte alla comunità dei capitini con quello che queste rappresentano per la comunità.
Metaforicamente si può interpretare l'evento come la ricerca della fede che si raggiunge anche grazie all'aiuto del Santo con l'abbattimento del muro rappresentato dal peccato, peccato tra i quali spiccano quelli dell'orgoglio e della superbia.